# Фрай, Грэм
Грэм Фрай (англ. Graham Holbrook Fry; р. 20.12.1949, Шрусбери, Англия) — британский дипломат.
Выпускник Brasenose колледжа Оксфордского университета (1972).
На службе в Форин-офис с 1972 года. 
В 1998—2001 годах верховный комиссар Великобритании в Малайзии.
В 2004—2008 годах посол Великобритании в Японии.
Оставил дипломатическую службу в июле 2008 года.
Рыцарь-командор ордена Святого Михаила и Святого Георгия (2006 New Year Honours).